# Chris Timms
Chris Timms, född den 24 mars 1947 i Christchurch och död 19 mars 2004 i Firth of Thames, var en nyzeeländsk seglare.
Han tog OS-guld i tornado i samband med de olympiska seglingstävlingarna 1984 i Los Angeles. 
Han tog även OS-silver i tornado i samband med de olympiska seglingstävlingarna 1988 i Seoul. 